# Teočak
Teočak è un comune della Federazione di Bosnia ed Erzegovina situato nel Cantone di Tuzla con 7.607 abitanti al censimento 2013.